# Petőfi (cràter)
Petőfi és un cràter d'impacte en el planeta Mercuri de 61 km de diàmetre. Porta el nom del poeta hongarès Sándor Petőfi (1823-1849), i el seu nom va ser aprovat per la Unió Astronòmica Internacional el 2013.